# 羅馬尼亞廣播電台
羅馬尼亞廣播電台（羅馬尼亞語：Societatea Română de Radiodifuziune）是羅馬尼亞的國家廣播電台。它運行FM和AM，以及國家和地方互聯網廣播頻道。當地電台無線電羅馬尼亞區域範圍下的品牌。

## 外部連結
- 官方網站 （页面存档备份，存于）（罗马尼亚文）